# Баландин, Алексей Васильевич
Алексе́й Васи́льевич Бала́ндин (1 августа 1961 — 9 апреля 2009) — полковник ФСБ, участник двух чеченских войн, Герой Российской Федерации (2009).

## Биография
Алексей Баландин родился 1 августа 1961 года в городе Балашиха Московской области. В 1978 году он окончил среднюю школу в родном городе. В 1979 году был призван на службу в Советскую Армию. В 1983 году Баландин окончил Московское высшее общевойсковое командное училище, а в 1985—1987 годах участвовал в Афганской войне. Вернувшись из Афганистана, окончил Военную академию имени Фрунзе.
В 1997 году Алексей Баландин стал сотрудником спецподразделения «Вымпел». Много раз ездил в командировки на Северный Кавказ, где руководил действиями подразделений специального назначения ФСБ и лично участвовал в боевых операциях. К апрелю 2009 года полковник Алексей Баландин руководил оперативно-боевым отделом Управления «В» («Вымпел») Центра специального назначения ФСБ. 9 апреля 2009 года, возвращаясь с боевого задания, Баландин подорвался на установленной боевиками мине. Вертолёт, который был вызван для его эвакуации, не смог сесть из-за тумана, и Баландин вскоре скончался от полученных ранений. Похоронен на Николо-Архангельском кладбище Балашихи.
Был награждён двумя орденами Красной Звезды, российскими орденами Мужества, «За военные заслуги», медалями ордена «За заслуги перед Отечеством» 1-й и 2-й степени, двумя медалями «За отвагу»[какими?]. 
За мужество и героизм, проявленные при исполнении воинского долга, указом Президента Российской Федерации от 13 июня 2009 года полковник Алексей Баландин был посмертно удостоен звания Героя Российской Федерации.

Могила Баландина на Николо-Архангельском кладбище Москвы.

## Память
- В городе Дзержинский создан и действует Военно-спортивный клуб имени Героя России А. В. Баландина[3]. Также его именем названа одна из улиц[4][3] и гимназия № 1 в городе Балашиха[5].
- 24 марта 2016 года почтой России была выпущена почтовая марка из серии «Герой Российской Федерации» с изображением А. В. Баландина. К выпуску марки также были подготовлены конверты первого дня и штемпели специального гашения для Москвы, Санкт-Петербурга и Рязани[источник не указан 660 дней].